# A. David Francis
A. David Francis (ur. 1900, zm. 1987) – brytyjski urzędnik konsularny.
M.in. pełnił funkcje konsula generalnego w Gdańsku (1949-1951), konsula generalnego w Nowym Orleanie (1951-1955), i konsula generalnego w Porto (1955-1958).
Uhonorowany Orderem Imperium Brytyjskiego C.B.E., oraz Królewskim Orderem Wiktorii M.V.O.